# Daniel Minetti
Daniel Minetti (* 29. März 1958 in Ost-Berlin) ist ein deutscher Schauspieler, Regisseur und Sprecher für Funk und Synchron.

## Leben
Daniel Minetti wurde als Sohn des Schauspielerpaares Irma Münch und Hans-Peter Minetti in Berlin-Friedrichshain geboren. Er ist ein Enkel des Schauspielers Bernhard Minetti.
Nach seinem Abitur studierte er von 1978 bis 1981 an der Staatlichen Schauspielschule Berlin, ehe er 1981 sein Schauspieldebüt am Dresdner Staatstheater feierte, wo er bis 1984 engagiert war. Es folgten Bühnentätigkeiten an verschiedenen Berliner Bühnen, wie der Volksbühne Berlin, dem Maxim-Gorki-Theater und dem Hebbel-Theater. Von 1995 bis 2009 war er erneut am Staatsschauspiel Dresden engagiert. Seit 2010 ist er am Theater Krefeld und Mönchengladbach engagiert.
Neben seiner Bühnentätigkeit arbeitet Minetti als Fernsehschauspieler sowie Sprecher für den Rundfunk. Seine erste Filmrolle hatte er in der DFF-Fernsehproduktion Wilhelm Meisters theatralische Sendung unter der Regie von Celino Bleiweiß. Es folgten Auftritte in Fernsehserien, wie Liebling Kreuzberg oder Doppelter Einsatz.
Mit seiner Ehefrau Hannelore Koch hat er eine Tochter, Anne-Elise Minetti, die ebenfalls Schauspielerin ist.

## Filmografie (Auswahl)
- 1982: Wilhelm Meisters theatralische Sendung (Fernsehfilm)
- 1983: Martin Luther (Fernsehfilm)
- 1984: Der Staatsanwalt hat das Wort: Wer bist du? (Fernsehfilm)
- 1986: Die Weihnachtsklempner  (Fernsehfilm)
- 1987: Die erste Reihe (Fernsehfilm)
- 1995: Nikolaikirche (Fernsehfilm)
- 1996: Mona M., Was für ein Tag (Fernsehfilm)
- 1997: Parkhotel Stern (Fernsehfilm)
- 1998: Die Sternbergs (Fernsehserie)
- 2000: Drehkreuz Airport (Fernsehfilm)
- 2002: Stubbe – Von Fall zu Fall: Folge 21 Das vierte Gebot  (Fernsehserie)
- 2010: Familie Dr. Kleist: Staffel 4 Folge 2

## Theater

### Schauspieler
- 1985: Eldar Rjasanow/Emil Braginskiy: Garage (Sohn des Milosserdow) – Regie; Harald Warmbrunn (Volksbühne Berlin)
- 1985: John Millington Synge: The Playboy of the Western World – Regie: Ursula Karusseit (Volksbühne Berlin)

### Regisseur
- 2010: Ingrid Lausund: Bandscheibenvorfall – (Societaetstheater Dresden)

## Hörspiele (Auswahl)
- 1985: Wilhelm Jacoby/Carl Laufs: Pension Schöller (Alfred Klapproth) – Regie: Norbert Speer (Hörspiel – Rundfunk der DDR)
- 1985: Loula Anagnostaki: Die Parade (Aris) – Regie: Peter Groeger (Hörspiel – Rundfunk der DDR)
- 1986: Ilija Popovski: Wie Jovan ein Held wurde (Jovan) – Regie: Ingeborg Medschinski (Kinderhörspiel – Rundfunk der DDR)
- 1986: Brüder Grimm: Der Krautesel (Hans) – Regie: Karin Lorenz (Kinderhörspiel – Litera)
- 1986: Theodor Storm: Die Regentrude (Andrees) – Regie: Jürgen Schmidt (Kinderhörspiel – Litera)
- 1987: Theodor Fontane: Frau Jenny Treibel (Leopold) – Regie: Werner Grunow (Hörspiel – Rundfunk der DDR)
- 1987: Georg Hirschfeld: Pauline (Graf Arnim) – Regie: Werner Grunow (Hörspiel – Rundfunk der DDR)
- 1987: Brüder Grimm: Brüderchen und Schwesterchen (Brüderchen) – Regie: Maritta Hübner (Kinderhörspiel – Litera)
- 1988: Pawel Baschow: Malachit (Danilo) – Regie: Maritta Hübner (Kinderhörspiel – Rundfunk der DDR)
- 1989: Heidrun Loeper: Der Prinz von Theben in Berlin (Hans Ehrenbau-Degele) – Regie: Barbara Plensat (Hörspiel – Rundfunk der DDR)
- 1989: Alexej Tolstoi: Gevatter Naúm (Andrej) – Regie: Rainer Schwarz (Kinderhörspiel – Litera)
- 1990: Jan Eik: Der letzte Anruf (Thormann) – Regie: Barbara Plensat (Hörspiel – Funkhaus Berlin)
- 1998: Michail Bulgakow: Der Meister und Margarita (Besdomny) – Regie: Petra Meyenburg (Hörspiel (30 Teile) – MDR)

## Hörbücher
- 2005: Die Frauenkirche zu Dresden, Musik & Regie: Frank Fröhlich, ISBN 3-9804702-8-8.
- 2006: Eine Liebeserklärung – Das Gitarrenhörbuch, Musik & Regie: Frank Fröhlich, Goldmund Hörbücher, ISBN 3-9810375-8-8.
- 2008: Märchenhaft – Sagen und Legenden aus dem Dresdner Elbtal, Musik & Regie: Frank Fröhlich, Goldmund Hörbücher, ISBN 978-3-939669-12-8.
- 2018: Jules Verne: Fünf Wochen im Ballon, MDR Kultur https://www.ardaudiothek.de/jules-verne-fuenf-wochen-im-ballon/49279490